# Цинь, Эстер
Цинь Фань (кит. упр. 覃帆, палл. Qín Fān), после эмиграции известная как Эстер Цинь (англ. Esther Qin, род. 18 ноября 1991) — австралийская прыгунья в воду чжуанского происхождения. Бронзовый призёр чемпионата мира 2015 года, серебряный призёр летней Универсиады 2013 в Казани, двукратная чемпионка Игр Содружества, участница летних Олимпийских игр 2016 года. Специализируется в прыжках с трёхметрового и метрового трамплина.

## Биография
Родилась в 1991 году в Лючжоу (Гуанси-Чжуанский автономный район, КНР), начала заниматься прыжками в воду с 11 лет и участвовала во многих национальных китайских соревнованиях до тех пор, пока её семья не переехала в Австралию в 2009 году.
Первым крупным успехом в карьере австралийки стала серебряная медаль на Универсиаде 2013 в Казани в синхронных прыжках с Самантой Миллс. В 2014 году Эстер Цинь продолжила успешно выступать, выиграв золото в индивидуальных соревнованиях с трёхметрового трамплина и бронзу на метровом трамплине на Играх Содружества. На чемпионате мира 2015 Эстер вместе с Самантой Миллс достигли высокого результата в синхронных прыжках с трёхметрового трамплина: они в упорной борьбе выиграли бронзовую медаль, опередив украинский дуэт, ставший четвёртым, на 1,35 балла.
В мае 2016 года Цинь стала только четвёртой на национальном олимпийском отборе, не получив оценки за один из прыжков, но по решению тренерского штаба была включена в состав олимпийской сборной. Также неудача постигла Цинь и в синхронных прыжках, где Эстер и Саманта Миллс уступили дуэту Мэддисон Кини — Аннабель Смит. 14 августа Цинь выступила в финале индивидуальных прыжков с 3-метрового трамплина. На протяжении всех пяти прыжков Эстер показывала стабильные средние результаты, которых хватило только на то, чтобы занять итоговое 6-е место.